# Alfred Bentz
Alfred Bentz (* 26. Juli 1897 in Heidenheim an der Brenz; † 11. Juni 1964 bei Stratford-upon-Avon) war ein führender deutscher Erdölgeologe. Er wurde durch seine Erforschung der Erdöllagerstätten in Nordwestdeutschland bekannt.

## Leben
Alfred Bentz erwarb 1916 in Heidenheim am Hellenstein-Gymnasium die allgemeine Hochschulreife und leistete anschließend bis 1918 Kriegsdienst im Königlich Württembergischen Gebirgs-Regiment. Von 1918 bis 1922 absolvierte Bentz ein Studium der Naturwissenschaften, insbesondere Geologie, in Tübingen und München und promovierte 1922 an der Universität Tübingen bei Edwin Hennig mit einer Dissertation „Über Dogger und Tektonik der Bopfinger Gegend“ zum Dr. rer. nat. 1922/23 war er am Geologisch-Paläontologischen Institut als Assistent tätig und legte am 24. Oktober 1924 die erste Dienstprüfung für das höhere Lehramt in Württemberg ab. Während seiner Studienzeit in München wurde er 1920 Mitglied der christlichen Studentenverbindung Münchener Wingolf.
1923 trat Bentz in die Preußische Geologische Landesanstalt (PGLA) in Berlin ein. Dort war er zunächst hauptsächlich an der Landesaufnahme in Westpreußen, im Rheinischen Schiefergebirge und im Emsland beteiligt. Die bei der Kartierung gewonnenen Erkenntnisse veranlassten ihn, die Suche nach Erdöl im Emsland anzuregen und voranzutreiben. 1926 wurde er als außerplanmäßiger Geologe angestellt, 1929 als Nachfolger von Jakob Stoller Hauptreferent für Erdölfragen. Am 21. Mai 1933 wurde er zum Bezirksgeologen und Beamten auf Lebenszeit ernannt. 1934 übernahm Bentz in der Landesanstalt die Leitung des Instituts für Erdölgeologie und war in dieser Funktion maßgeblich für die Durchführung des sogenannten Reichsbohrprogramms, mit dem erstmals eine gründliche und systematische Untersuchung Deutschlands auf Erdöllagerstätten erfolgte, verantwortlich. 1935 wurde Bentz Honorarprofessor und Leiter des von ihm neu gegründeten Instituts für Erdölforschung an der Technischen Hochschule Hannover. 1936 folgte seine Ernennung zum Landesgeologen. 1938 wurde Bentz von Hermann Göring zum „Bevollmächtigten für die Erdölgewinnung“ berufen, einem Amt mit zentraler Bedeutung für den Krieg. Es war dem „Beauftragten für den Vierjahresplan“ zugeordnet, mit dem die Autarkiebestrebungen und die Kriegsvorbereitungen des NS-Regimes vorangetrieben wurden. Im Oktober 1940 übernahm Bentz die Leitung der Abteilung IV (Erdöl) der Reichsstelle für Bodenforschung, des späteren Reichsamts für Bodenforschung. Während des Zweiten Weltkriegs fiel ihm auch die Verantwortung für die von deutschen Truppen besetzten europäischen Erdölgebiete zu.
Nach Kriegsende setzte sich Bentz für die Neuorganisation des staatlichen Geologischen Dienstes in Deutschland und den Aufbau des Amtes für Bodenforschung (AfB) in Hannover ein. Auf ihn geht die Initiative zur Verabschiedung der Höchster Vereinbarungen zurück, die zur Errichtung des Deutschen Geologischen Forschungsinstituts der Geologischen Landesämter führte. Aus diesem Forschungsinstitut wurde 1950 das „Amt für Bodenforschung“ in Hannover, aus dem auf einigen Umwegen die Bundesanstalt für Geowissenschaften und Rohstoffe (BGR) hervorgegangen ist.
Bentz stand von 1945 bis 1958 an der Spitze des Reichsamts für Bodenforschung aus dessen Abteilungen letztlich das Deutschen Geologischen Forschungsinstituts der Geologischen Landesämter gebildet wurde und das dann als „Amt für Bodenforschung“ fortbestand. Von 1959 bis zu seiner Pensionierung im Jahr 1962 war er zeitgleich Präsident des Niedersächsischen Landesamtes für Bodenforschung (NLfB) und der Bundesanstalt für Bodenforschung (BfB), der heutigen Bundesanstalt für Geowissenschaften und Rohstoffe (BGR) in Hannover.
Von 1939 bis 1945 fungierte Bentz als Vorsitzender der Deutschen Gesellschaft für Mineralölforschung (DGM) und nochmals von 1958 bis 1961 als Vorsitzender der Nachfolgeeinrichtung Deutsche Gesellschaft für Mineralölwissenschaft und Kohlechemie (DGMK). Von 1956 bis zu seinem Tod 1964 war er Mitglied des Deutschen Nationalkomitees für die Welterdölkongresse.
Im Jahr 1952 wurde Bentz zum Mitglied der Gelehrtenakademie Leopoldina gewählt, im Jahr 1957 wurde er Ehrenmitglied der Paläontologischen Gesellschaft.
1961 wurde er Ehrenmitglied der Gesellschaft für Naturkunde in Württemberg. Seit 1960 war er korrespondierendes Mitglied der Braunschweigischen Wissenschaftlichen Gesellschaft. Das Hauptgebäude der BGR in Hannover hieß bis 2013 Alfred-Bentz-Haus.
Für seine Verdienste um Wissenschaft und Organisation der Erdölforschung in Deutschland wurde ihm 1956 die Carl-Engler-Medaille verliehen. Eine öffentliche Aufarbeitung seiner kriegsfördernden Tätigkeit bis 1945 oder eine kritische Erinnerung daran war bis zum Herbst 2016 nicht erfolgt.

## Schriften
- mit Hans-Joachim Martini (Hrsg.): Lehrbuch der Angewandten Geologie, 3 Bände, Enke, Stuttgart 1961–1969
- mit Rudolf Hermann, Alfred Kraiß und Otto Stutzer: Deutsches Erdöl. Schriften aus dem Gebiet der Brennstoff-Geologie, 7. Heft, Verlag von Ferdinand Enke, Stuttgart 1931